# Столбик
Сто́лбик (рос. Столбик) — присілок у складі Мурашинського району Кіровської області, Росія. Входить до складу Мурашинського міського поселення.
Населення становить 2 особи (2010, 6 у 2002).
Національний склад станом на 2002 рік — росіяни 100 %.